# Jürg Meyer zur Capellen
Jürg Meyer zur Capellen (* 18. August 1941 in Göttingen; † 25. September 2020 in Münster) war ein deutscher Kunsthistoriker.

## Leben
Meyer zur Capellen studierte Kunstgeschichte, Archäologie, Geschichte und romanische Philologie in München, Göttingen und Würzburg. 1972 wurde er mit einer Arbeit über den venezianischen Maler Andrea Previtali (ca. 1480–1528) zum Dr. phil. promoviert. Ab 1972 war er wissenschaftlicher Assistent und nach seiner Habilitation (mit einer Monografie über Gentile Bellini) von 1982 bis 1988 Privatdozent an der Albert-Ludwigs-Universität Freiburg. 1987/88 übernahm er eine Lehrstuhlvertretung in Köln. Ab dem Wintersemester 1988 wurde er Professor für Kunstgeschichte an der Westfälischen Wilhelms-Universität in Münster. 2006 wurde er emeritiert.
Meyer zur Capellen veröffentlichte zahlreiche Schriften zur italienischen Malerei, darunter Arbeiten zu Tizian, Paolo Veronese und vor allem zu Raffael. Mehrere Jahre leitete er das an den Universitäten Münster und Würzburg angesiedelte Raphael-Projekt. Weitere Veröffentlichungen befassten sich mit der Kunst des 20. Jahrhunderts, dem europäisch-islamischen Kulturaustausch und dem osmanischen Porträt. Beiträge lieferte er unter anderen für die Zeitschrift für Kunstgeschichte, die Kunstchronik des Zentralinstituts für Kunstgeschichte und für Bruckmanns Pantheon.
Er war Vorsitzender des Senatsausschusses für Kunst und Kultur der Universität Münster, der sich für eine Erfassung der Kunstobjekte im universitären Raum einsetzte. Das Ergebnis wurde 2002 in den Buch Kunstraum Universität zusammengefasst und im Rahmen der UniKunstTage 2002 als Kunstraum Universität: Kunst an der Universität Münster ausgestellt.
Meyer zur Capellen lebte in Münster.

## Schriften
- Andrea Previtali, Albert-Ludwigs-Universität Freiburg, 1972 (Dissertation)
- Gentile Bellini, Steiner Verlag, Wiesbaden, 1985, ISBN 3-515-04086-2
- Hrsg. mit Martin Kraatz und Dietrich Seckel: Das Bildnis in der Kunst des Orients, ISBN 978-3-515-05065-4
- Raffael in Florenz, Hirmer, München, 1996, ISBN 978-3-7774-6980-5 (auch englisch)
- Raphael. A Critical Catalogue of his Paintings. Volume 1: The Beginnings in Umbria and Florence, ca. 1500-1508; Volume 2: The Roman Religious Paintings ca. 1508-1520; Volume 3: The Roman Portraits, ca. 1508-1520, Arcos Verlag, Landshut, 2001–2008, ISBN 3-935339-00-3 und weitere
- Raffael (Beck’sche Reihe), C. H. Beck, München, 2010, ISBN 978-3-406-60091-3

als Mitherausgeber
- zusammen mit Gabriele Oberreuter-Kronabel: Klassizismus: Epoche und Probleme, Festschrift zum 70. Geburtstag von Erik Forssman, Georg Olms Verlag, Hildesheim 1987 ISBN 3-487-07940-2